# Cassia hamersleyensis
Cassia hamersleyensis là một loài thực vật có hoa trong họ Đậu. Loài này được Symon miêu tả khoa học đầu tiên.